# Huis Saint-Cyr

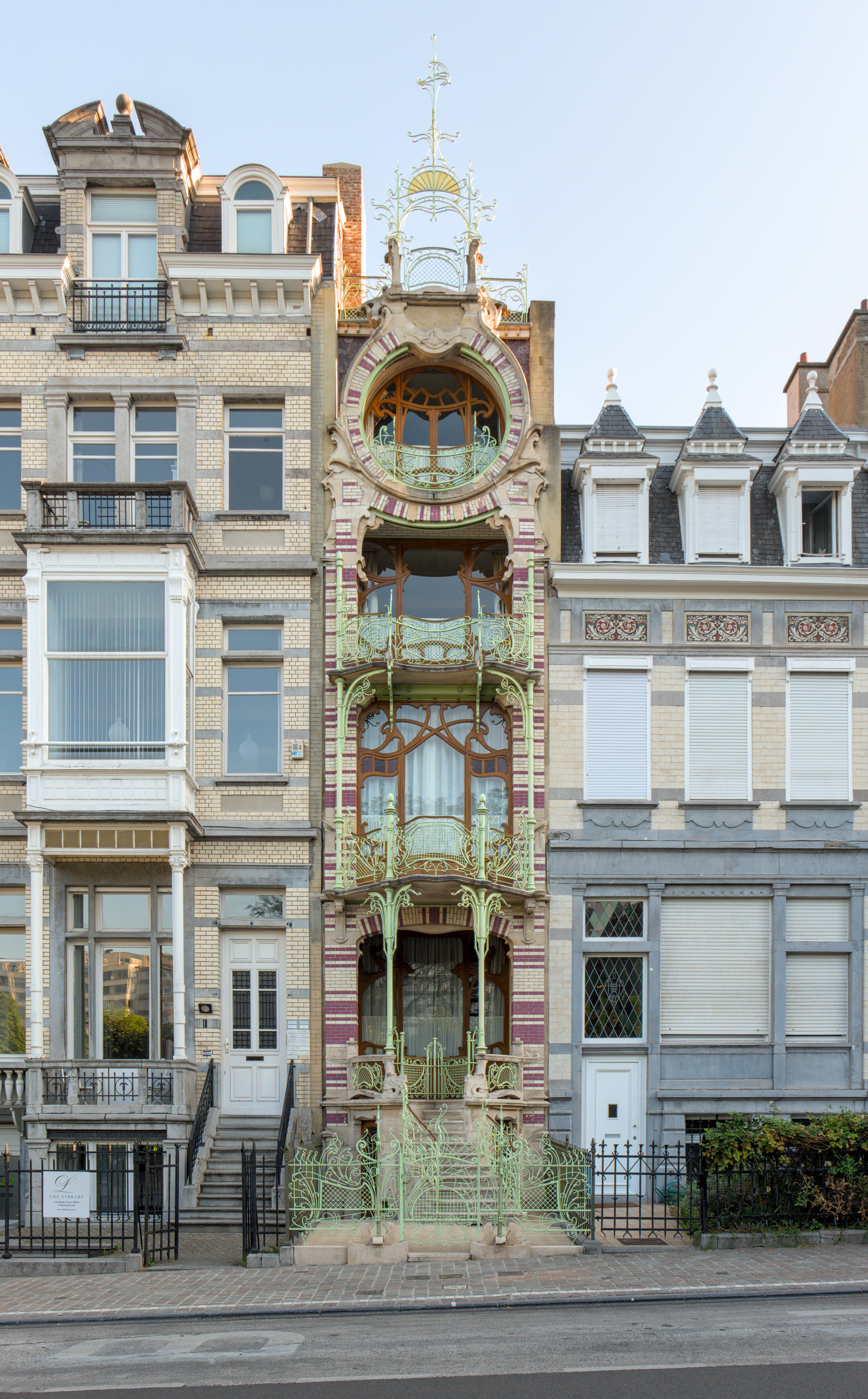
Huis Saint-Cyr

Het Huis Saint-Cyr is een smal herenhuis in Brussel, België opgetrokken in art-nouveaustijl. Het is sinds 1988 een beschermd monument.

## Kenmerken
Het slechts vier meter brede herenhuis of hôtel de ville is gelegen aan het Brusselse Ambiorixplein (nummer 11) in de wijk van de Squares, die eind 19e eeuw met meerdere kunstzinnige herenhuizen bebouwd was.
Architect Gustave Strauven (leerling van Victor Horta) ontwierp de woning in 1900 voor de schilder Georges de Saint-Cyr. De woning is beroemd omwille van de overdadige versiering en het uitbundige smeedwerk van Charles Van Waeyenberghe aan de voorgevel. Bovenaan bevindt er zich een opmerkelijke ronde loggia en de twee lager gelegen verdieping bevatten glaswerk gevat in gebogen houten raamstijlen. De architect ontwierp in dezelfde wijk verschillende, zij het soberder, woonhuizen waaronder het huis Van Dijck. De wanden van het interieur zijn versierd met sgraffiti met plantenmotieven.
Midden augustus 2008 raakte bekend dat de woning een tweede leven gaat leiden nadat een particulier persoon het in 2003 kocht om het van de ondergang te redden. De restauratie bleek te duur voor zijn beurs en de eigenaar bracht de woning in 2006 opnieuw op de markt. Het vastgoedkantoor Movast, gespecialiseerd in monumentaal vastgoed werd de nieuwe eigenaar. Het Brussels Hoofdstedelijk Gewest komt voor € 372.842 tussen voor de restauratie van de voorgevel en de nieuwe eigenaar zorgt voor de rest. De restauratie is toevertrouwd aan specialisten ter zake zoals architectenbureau SumProject en Barbara Van der Wee. Na de restauratie zal het vastgoedkantoor de woning weer te koop aanbieden en zal de woning een gepaste bestemming krijgen.

## Varia
In Berchem staat het bekende pand Huis "Quinten Matsijs" met een gelijksoortige gevel, ontworpen door Jacques De Weerdt.

## Afbeeldingen

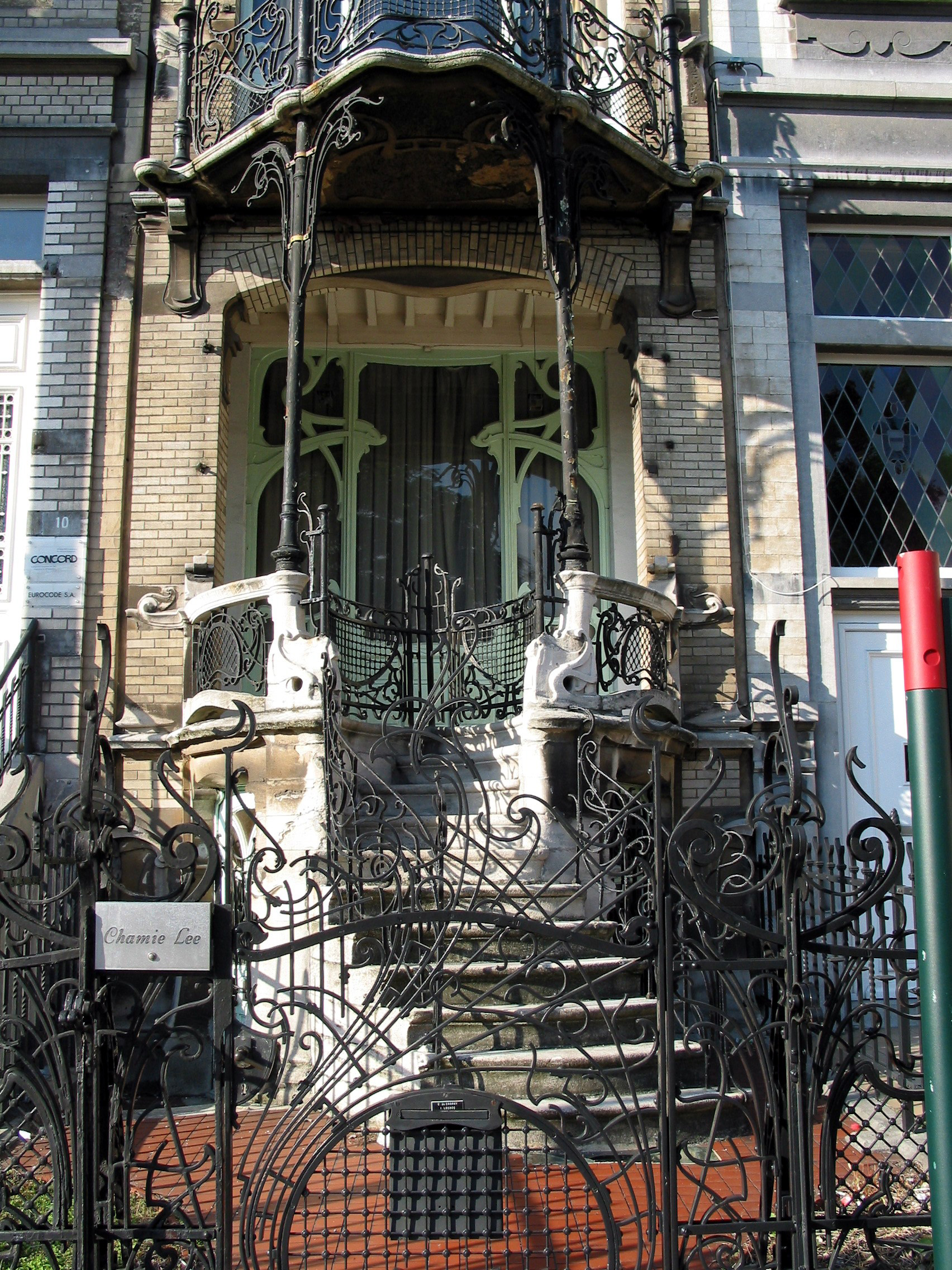
Deurpartij
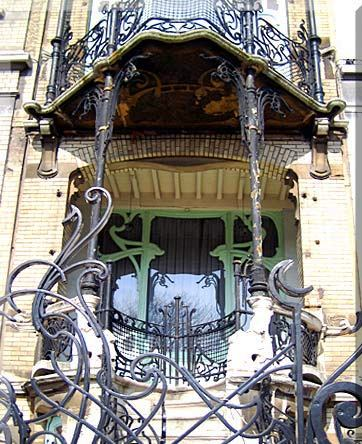
Balkonparij
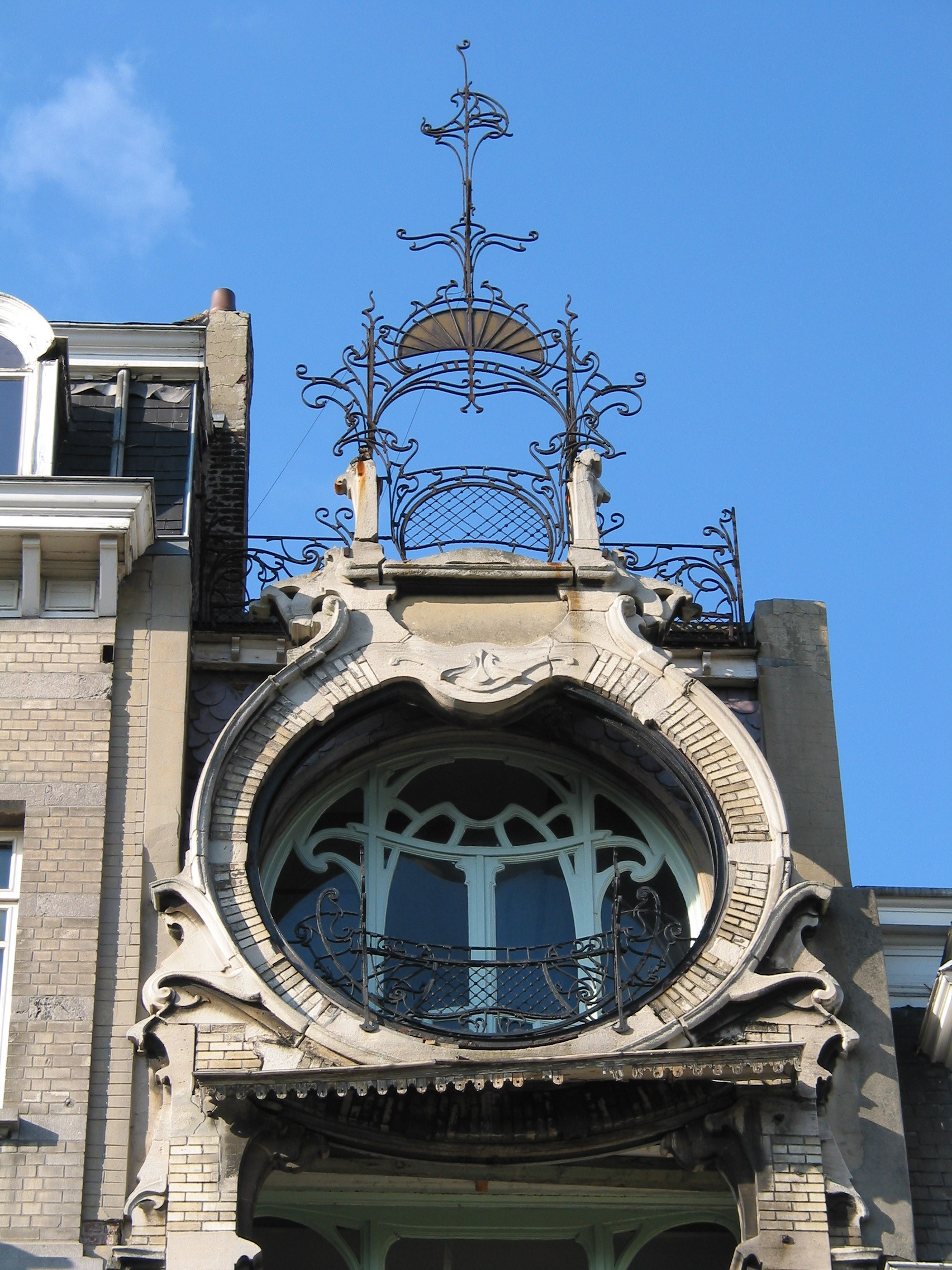
Geveltop
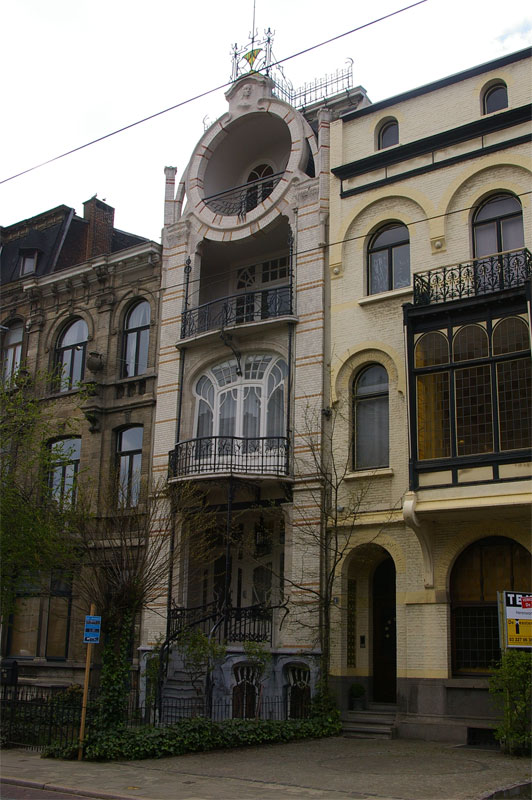
Huis "Quinten Matsijs", geïnspireerd door hetzelfde ontwerp.

.